# Haie und kleine Fische (Film)
Haie und kleine Fische ist ein Film, der 1957 unter der Regie von Frank Wisbar entstand. Der Film basiert auf dem gleichnamigen Roman von Wolfgang Ott aus dem Jahr 1954, der den U-Boot-Krieg schildert. Wolfgang Ott gelang 1956 mit seinem Erstlingswerk ein großer Erfolg. Er verarbeitete darin seine persönlichen Erfahrungen als Soldat der Kriegsmarine. Der Roman wurde von Wisbar mit den seinerzeit noch eher unbekannten Schauspielern Hansjörg Felmy und Horst Frank durchaus realistisch in Szene gesetzt. Weitere tragende Rollen sind mit Sabine Bethmann, Mady Rahl, Wolfgang Preiss, Heinz Engelmann und Siegfried Lowitz besetzt.
Beworben wurde der Film damals mit den Worten: „Ein deutscher Film von amerikanischer Härte! Ein Film der menschlichen, männlichen Wahrheiten! Ein Film, der an Offenheit nichts zu wünschen übrig lässt!“

## Handlung

Logo / Das obige Filmplakat stammt von Helmuth Ellgaard

Der Film spielt in Deutschland während des Zweiten Weltkrieges. 1940 nimmt das Minensuchboot Albatros vier „frische“ Seekadetten an Bord, die zuvor als Freunde zusammen auf einem Heringsfänger gearbeitet haben: Hans Teichmann, Gerd Heyne, Emil Stollenberg und Vögele. Die Mannschaft gerät in schwere Kämpfe. Vögele stirbt. Teichmann rettet dem schwer verwundeten Flottillenchef Wegener, in dessen Frau Edith er unglücklich verliebt ist, das Leben. Der erblindete Wegener ist aber nun vollständig auf die Hilfe seiner Frau angewiesen. Desillusioniert über seine aussichtslose Liebe meldet Teichmann sich zum U-Boot-Einsatz, nachdem er im Lazarett gesundet ist. Das Kommando auf diesem U-Boot führt Wegeners Jugendfreund Jochen Lüttke. Wegener hatte sich dafür verwendet, dass Teichmann dort anheuern kann. Lüttke ahnt etwas von der Liebe Teichmanns zu Edith, weswegen der mittlerweile zum Fähnrich zur See avancierte Teichmann allerhand Schikanen erdulden muss. Auch schätzt Lüttke Teichmann wegen einer Begebenheit auf dem Minensuchboot völlig falsch ein. Teichmann hatte dort den unfähigen und überforderten Leutnant Pauli, der ihn immer wieder anschwärzte und letztendlich ohne zwingenden Grund dem Ertrinkungstod ausliefern wollte, niedergeschlagen.
Teichmanns Freund Gerd Heyne begeht Selbstmord, als er vom Tod seines jüdisch-stämmigen Vaters, eines Regimekritikers, im KZ Bergen-Belsen erfährt. Kurz zuvor meinte er noch zu Teichmann: „Wir beide, wir sind ganz kleine Fische und wir werden alle, der eine früher, der andere später, von den Haien gefressen werden, jenen Herren, die einem Riesenhai gehorchen, der nur vom Töten lebt.“
Bei einem weiteren Gefecht wird das U-Boot von den Briten per Radar geortet und angegriffen und sinkt. Stollenberg stirbt, Teichmann und weitere Kameraden, die sich in einem anderen Teil des U-Bootes befunden haben, haben noch eine Chance. Die Männer kämpfen verzweifelt, lebend an die Wasseroberfläche zu gelangen. Alles wird zum Ausstieg vorbereitet. Nur acht von ihnen werden anderentags von einem deutschen Schiff entdeckt und aus dem Wasser gezogen, unter ihnen Teichmann.

## Produktion

### Produktionsnotizen und Hintergrund
Es handelt sich um eine Produktion der Willy Zeyn Film GmbH (München) im Verleih Deutsche Film Hansa. Die Filmaufnahmen entstanden unter anderem im Sommer 1957 im Kaiserhafen, auf der Weser, im Fischereihafen Bremerhaven und in den Filmstudios Bendestorf. Für die Filmbauten trugen Erich Kettelhut und Johannes Ott die Verantwortung.
Wisbar porträtiert in seinem Film einfache Soldaten und Offiziere und macht deutlich, dass sie in einem Krieg kämpfen müssen, den sie nicht zu verantworten haben. Haie und kleine Fische war der erste von vier Filmen Wisbars, die den Zweiten Weltkrieg thematisierten. 1958 drehte er Hunde, wollt ihr ewig leben und 1959 Nacht fiel über Gotenhafen und Fabrik der Offiziere.
Das Titellied, das auch im Abspann gesungen wird, ist Verloren, vergessen, gesungen von Ralf Bendix. Weiter erklingt im Film das Lied Wer das vergißt von Lotar Olias und Peter Moesser.
Mit den im Titel genannten Begriffen kleine Fische und Haie sind neben der eigentlichen allegorischen Bedeutung auch die Minenräumer (= kleine Fische) und die U-Boot-Waffe (= Haie) gemeint. Außerdem bürgerte sich der eingängige Titel Haie und kleine Fische ein, um Verhältnisse zwischen Menschen zu charakterisieren (die Mächtigen da oben und die Kleinen da unten).

### Veröffentlichung
Die Erstaufführung von Haie und kleine Fische in der Bundesrepublik Deutschland fand am 26. September 1957 im Universum-Kino in Stuttgart statt. Der Film wurde 1958 zudem in Schweden, Finnland, Japan und Dänemark gezeigt und 1965 in Mexiko. Zudem wurde er veröffentlicht in Belgien, Brasilien, Frankreich, Griechenland, Italien und den USA, dort unter dem Titel Sharks and Small Fish, weltweiter internationaler Titel Sharks and Little Fish.
Der Film wurde am 4. Oktober 2013 von Alive in der Reihe „Juwelen der Filmgeschichte“ auf DVD herausgegeben.

## Rezeption

### Kritik
Im Handbuch V. der Katholischen Filmkritik konnte man lesen: „Trotz gegenteiliger Bemühung im Gehalt ziemlich nichtssagend, in der technischen Gestaltung des Kampfgeschehens eindrucksvoll. Für Erwachsene.“
Das Lexikon des internationalen Films zeigte sich enttäuscht hinsichtlich der Haltung des Films zur Nazi-Diktatur und schrieb: „Ein tragisch akzentuierter, technisch ausgesprochen versierter Film, der inhaltlich allerdings auf dem Niveau von Heftchenromanen steht. Viel zu unreflektiert gegenüber der Nazi-Diktatur, verstärkt sich vor allem gegen Ende der Eindruck, daß er in dieser Akzentuierung schon im Jahr 1942 hätte gedreht werden können.“
Der Kritiker des Fernsehmagazins Prisma sah den Film in einem anderen Kontext, der sich mehr bemühe, das Schicksal Einzelner hervorzuheben. Er führte aus: „Wisbar, der 1938 in die USA emigriert war und nach dem Krieg als amerikanischer Staatsbürger nach Deutschland zurückkehrte, setzte hier mehr auf die Charakterzeichnungen der jungen Protagonisten denn auf reißerisches Schlachtengetümmel. Besonders die klaustrophobischen Szenen im U-Boot wissen zu überzeugen – unwillkürlich denkt man an Wolfgang Petersens späteren Welterfolg Das Boot. Einige Kritiker bemängelten, Wisbar habe die Nazi-Diktatur viel zu unreflektiert behandelt, doch dem Regisseur ging es hier um das Leid des Einzelnen im Krieg, nicht um eine Auseinandersetzung mit der Nazi-Diktatur.“
Auch die Redaktionskritik von Kino.de fiel gespalten aus, besonders hinsichtlich der Aufarbeitung der jüngsten Vergangenheit. Dort hieß es: „Erster von vier Filmen Frank Wisbars, die sich mit verschiedenen Aspekten des Zweiten Weltkriegs auseinandersetzten und zweites Aufeinandertreffen der beiden Jungstars Horst Frank und Hansjörg Felmy, die gerade erst in Der Stern von Afrika zu sehen gewesen waren. Gelungene Kriegsszenen, die teilweise mit dokumentarischen Aufnahmen montiert wurden. Als Aufarbeitung der jüngsten Vergangenheit aber eher zwiespältig.“
Dirk Jasper befasste sich in seinem Film-Lexikon mit dem Film und zeigte sich sehr angetan von dem Film. Er lobte: „Frank Wisbars Geschichte eines zunächst unbekümmerten Seekadetten, der wenig später (1942/43) die Schrecken des Krieges im Nordatlantik erlebt, seine Freunde verliert und selber den Krieg nur knapp überlebt, seelisch und körperlich gebrochen, erweist sich auch heute noch als spannendes und nachdenklich stimmendes Kinostück. Der gutbesetzte Film ist szenisch dicht und enthält eine Vielzahl packender Kampfaufnahmen, die der Realität nahekommen. Darüber hinaus vermittelt Regisseur Wisbar auch Stimmung und Zeitgefühl der frühen vierziger Jahre auf beklemmende Weise.“
Der Autor und Kritiker Falk Schwarz schrieb „Auf Tauchstation. Die große Auseinandersetzung zwischen Teichmann (Hansjörg Felmy) und Heyne (Horst Frank) findet im letzten Drittel des Films statt. Heyne hat gerade erfahren, dass sein Vater im KZ hingerichtet wurde, weil er sich kritisch über die Kriegsführung geäußert hatte. Darauf Heyne: ‚Da soll ich als jüngst beförderter Leutnant für den großen Hai, der nur vom Töten lebt, in den Krieg ziehen?‘ ‚Wie lässt sich kämpfen, wenn man die Sinnlosigkeit des Ganzen sieht und sich davor nicht drücken kann, weil man sonst‘ – wie Heyne sagt – ‚den Kopf zwischen den Beinen trägt?‘ Das sitzt und geht unter die Haut, zumal Horst Frank diesem Leutnant einen grüblerisch nachdenklichen Charakter gibt.“ Abschließend war Schwarz der Meinung: „So verplempert sich der Film ein wenig zwischen Sorglosigkeit und Erwartung und lässt jenen Biss vermissen, den spätere Filme Wisbars hatten. So geht Krieg? Unangenehm der arrogant-abweisende Gesichtsausdruck von Hansjörg Felmy, dem die Rollenmaske entgleitet.“

### Auszeichnung
Horst Frank wurde 1958 in der Kategorie „Bester Darsteller“ für seine Leistung in diesem Film mit dem Preis der deutschen Filmkritik ausgezeichnet.